# Veillonella
Veillonella é um género de bactéria. Elas são organismos anaeróbios cocos Gram-negativos. Esta bactéria é conhecida por suas habilidades de lactato fermentação.  Elas são bactérias normais no intestino e na mucosa oral de mamíferos. Nos seres humanos elas têm sido raramente implicada em casos de osteomielite e endocardite, por exemplo, com a espécie Veillonella Parvula. Existem evidências da eficácia de Veillonella na prevenção do desenvolvimento de asma.